# Лекович, Никола
Нико́ла Ле́кович (серб. Никола Лековић; 9 декабря 1989, Белград) — сербский футболист, защитник сербского «Младост Лучани».

## Карьера

### Клубная
Воспитанник школы белградского «Партизана». В 2007 году перешёл в «Бежанию» и в мае 2008 года дебютировал за этот клуб в сербской Суперлиге в матче против «Хайдука» (0: 1). После вылета «Бежании» из элитного дивизиона продолжал играть за команду в Первой лиге, а в 2010 году перешел в «Рад», за который выступал в течение трех сезонов в качестве прочного игрока основы.
В июле 2013 года стал игроком «Войводины», подписав двухлетний контракт, но в феврале 2014 года был куплен польским клубом «Лехия» из Гданьска. В августе 2015 года вернулся в Сербию, на правах годичной аренды пополнив состав «Партизана», однако сыграл лишь в пяти матчах чемпионата. В июле 2016 года в качестве свободного агента присоединился к клубу «Напредак».
В январе 2017 года подписал контракт с минским «Динамо.

### В сборной
Играл за молодёжную сборную Сербии.